# Serra de Daró
Serra de Daró es un municipio y localidad española de la provincia de Gerona, en la comunidad autónoma de Cataluña. El término municipal, ubicado en la comarca del Bajo Ampurdán, tiene una población de 229 habitantes (INE 2024) e incluye también el núcleo de Sant Iscle d'Empordà.

## Geografía
El terreno es bastante plano aparte de estos dos montes. Por el norte pasa el río Ter. Serra de Daró está en un cruce de carretera la que viene de Torroella de Montgrí, pasando por Parlabá, dirección Gerona y otra que va dirección a La Bisbal del Ampurdán (que es la capital de la comarca del Bajo Ampurdán).

## Historia
Hasta la reforma de la nomenclatura municipal de 1916 el municipio se llamaba simplemente Serra. En dicha fecha su nombre fue modificado por el de Serra de Daró.

## Demografía
Serra de Daró cuenta con una población de 229 habitantes (INE 2024).
| Gráfica de evolución demográfica de Serra de Daró entre 1842 y 2021 |
| |
| Población de derecho según los censos de población del INE Población de hecho según los censos de población del INEEn 1857 crece el término del municipio porque incorpora a Sant Iscle |

## Economía
La economía es en gran parte agrícola de regadío y secano.

## Núcleos de población
Serra de Daró está formado por dos núcleos o entidades de población.
Lista de población por entidades:
| Entidad de la población | Habitantes (2023) |
| ----------------------- | ----------------- |
| Sant Iscle d'Empordà    | 48                |
| Serra de Daró           | 189               |